# Évariste Ndayishimiye
Évariste Ndayishimiye (* 17. června 1968 Burundi) je burundský politik a od roku 2020 prezident Burundi.

## Život
Narodil se roku 1968 v Gihetě v provincii Gitega v Burundi rodině z kmene Hutu. V roce 1995, kdy začala burundská občanská válka, začal studovat práva na Burundské univerzitě a unikl z masakrů studentů z kmene Hutu vedené studenty z kmene Tutsi a připojil se k povstalecké skupině Národní rada pro obranu demokracie – Síly pro obranu demokracie. Po skončení občanské války podepsaní mírové smlouvy v roce 2003 se v roce 2005 stal zástupcem náčelníka štábu z burundské armády. V letech 2006 až 2007 byl ministrem vnitra a veřejné bezpečnosti. Poté se stal vojenským náčelníkem prezidentského kabinetu a tuto pozici zastával až do roku 2014, kdy se stal šéfem civilního kabinetu prezidenta Pierra Nkurunziza. V srpen 2016 byl zvolen generálním tajemníkem politické strany Národní rada pro obranu demokracie – Síly pro obranu demokracie.
Když v roce 2018 Pierre Nkurunziza oznámil, že v roce 2020 nebude kandidovat na čtvrté funkční období prezidenta, byl Ndayishimiye 26. ledna 2020 na kongresu strany Národní rada pro obranu demokracie – Síly pro obranu demokracie zvolen za jejího kandidáta. V prezidentských volbách, které se konaly 20. května 2020, získal 71,45 % hlasů a vyhrál hned v prvním kole. Do úřadu prezidenta měl nastoupit ke konci srpna, ale když prezident Pierre Nkurunziza náhle zemřel 8. června 2020, ústavní soud urychlil jeho inauguraci na prezidenta, a to na 18. června 2020.